# Асафетида

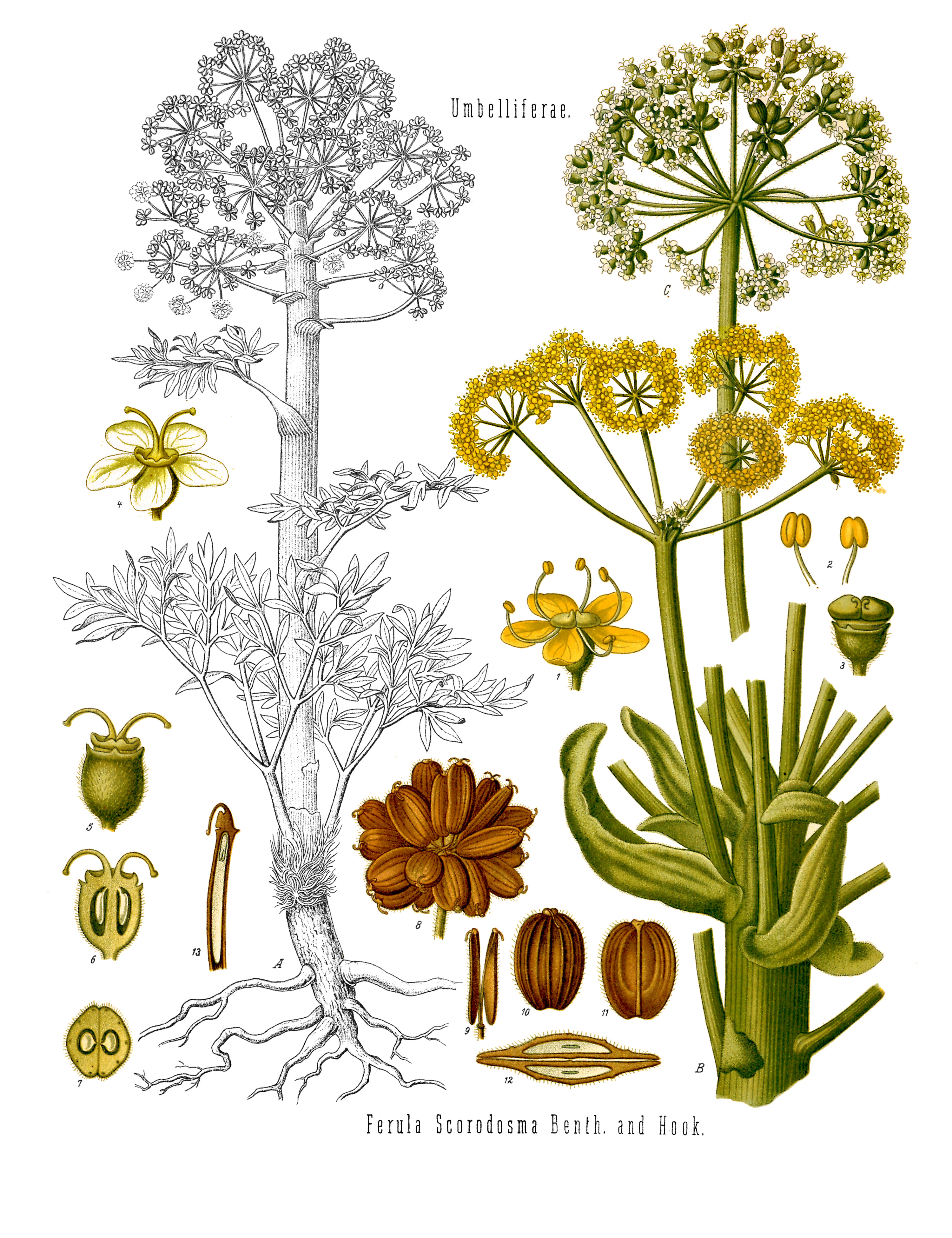
Ботанічна ілюстрація з книги «Köhler's Medizinal-Pflanzen», 1887

Ферула смердюча, або Асафетида (Férula assa-fóetida) — багаторічна трав'яниста рослина; вид роду Ферула родини Зонтичні (Apiaceae). З молочного соку коренів рослини отримують пряність.
Асафетида — багаторічна, потужна, висока рослина, що досягає 1,5-2 метрів. Центральний стовбур товстий, у верхній частині розгалужується, має великі листи. Корінь роздутий, овальний. Під час цвітіння викидає 15-квіткові парасольки з розгалужених стебел. Рослина плодоносить один раз на 8-10 років.

## Поширення
Батьківщина — Іран (Герат, Хорасан), Афганістан, Таджикистан. Росте і на території іранського та іракського Курдистану, а також в районах колишнього СРСР, прикордонних з Іраном і Афганістаном. На початку 1971 експедиція Академії наук Казахської РСР відкрила великі зарості асафетиди в Заїлійському Алатау.

## Застосування
У кулінарії використовують висушений латекс (молочний сік), що видобувається з коренів рослини і використовується в якості прянощів.
Відомо під іншими назвами:
- Смола смердюча
- Поганий дух
- Чортів кал
- асмаргок
- Хінг
- Ілан

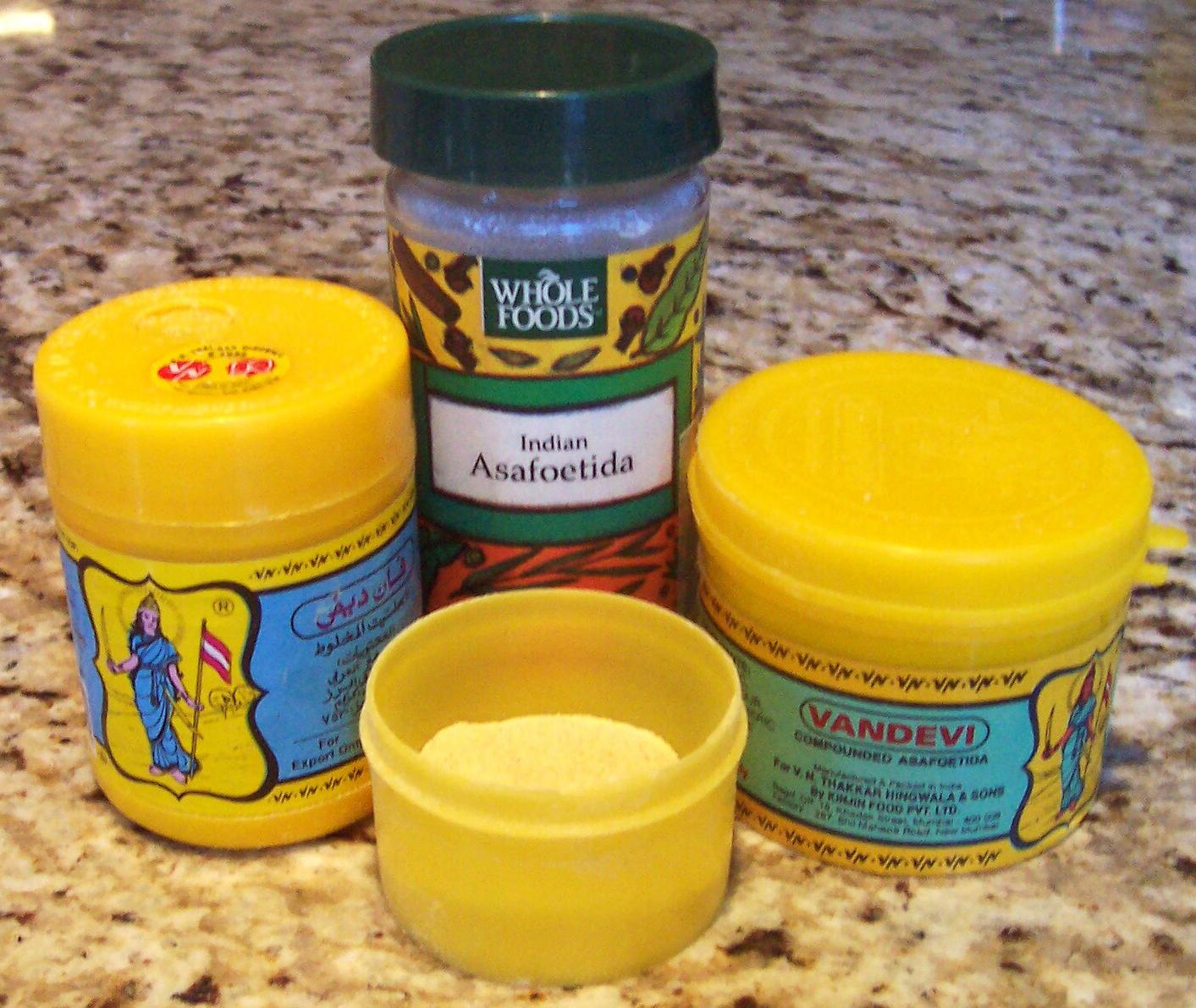
Асафетида у вигляді порошку

З ферул інших видів отримують латекс з іншою назвою: гальбан, або маткова смола. Їх не можна застосовувати як прянощі, лише як медичний засіб. За зовнішнім виглядом гальбан відрізняється від асафетиди: зерна брудно-коричневі, на дотик сухі, іноді зліплені разом, іноді окремі. На смак схожий на протухлу цибулю, гіркий, неприємний, різкіший і відштовхуючий. Гальбан часто видають за асафетиду.

## Властивості
У готовому вигляді пряність асафетида являє собою зернисту масу невизначеної форми. Зерна («мигдалини») різної величини пов'язані між собою жовто-коричневою липкою масою. Зерна всередині молочно-білі з рожевими прожилками. На місці розрізу від дії повітря стають пурпурно-червоними, а потім червоно-бурими.
При кімнатній температурі асафетида м'яка, як віск. Еластичність підвищується при більш високій температурі. На холоді ж, навпаки, пряність стає крихкою і легко подрібнюється в порошок. Їдка суміш запаху часнику і цибулі з більш вираженою часниковою складовою являє основу запаху прянощі. Однією з найпримітніших характеристик асафетиди є леткість її запаху і уїдливість смаку. Смак відчувається в роті протягом декількох годин і не видаляється навіть полосканням порожнини рота. А запах за кілька хвилин просочує кімнату так, що протягом доби не вивітрюється.
Вживання асафетиди сприяє запобіганню метеоризму (скупчення газів) і полегшує переварювання їжі.

## Рецептура прянощів
В наш час асафетида є майже виключно азійською пряністю. Вона використовується, наприклад, в кришнаїтській кухні замість цибулі та часнику, оскільки вони, як і м'ясо, згідно вченню кришнаїтів, належать до гуни невігластва.
Пряність застосовується в м'ясних стравах, переважно з баранини, в іранській, афганській та курдській кухнях. В інших кухнях, індійській та яванській, асафетида застосовується в рисових і овочевих стравах. При застосуванні асафетиди з іншими прянощами неприємні відтінки аромату пом'якшуються.
Особливо широко асафетида застосовується в рисових і бобових стравах.